# Alain Mosconi

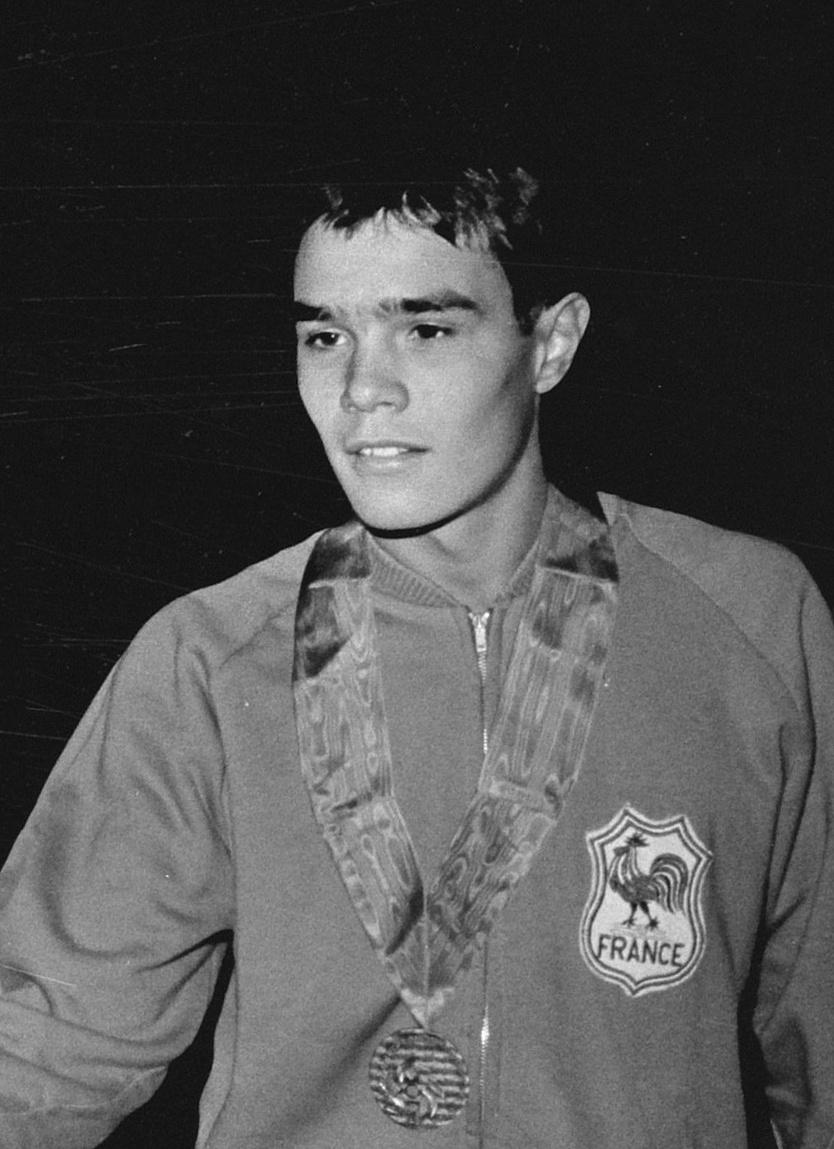
Alain Mosconi (1966)

Alain Hermès Robert Mosconi (* 9. September 1949 in Puteaux) ist ein ehemaliger französischer Schwimmer. Er war Olympiadritter 1968, Europameisterschaftsdritter 1966 und Europameisterschaftszweiter 1970. Später war er Manager in der französischen Automobilindustrie.

## Karriere
Der für Cercle des Nageurs de Marseille startende Mosconi gewann seine erste Medaille bei den Schwimmeuropameisterschaften 1966 in Utrecht. Auf der 400-Meter-Freistilstrecke siegte Frank Wiegand aus der DDR vor Semjon Beliz-Geiman aus der Sowjetunion. Mit 0,4 Sekunden Rückstand auf Beliz-Geiman gewann Mosconi die Bronzemedaille.
1967 schwamm Mosconi zwei Weltrekorde. Am 4. Juli schwamm er in Monte Carlo 4:09,2 Minuten über 400 Meter Freistil. Diese Leistung wurde drei Tage später als Weltrekord von Mark Spitz unterboten, als Europarekord stand die Zeit zwei Jahre. Am 5. Juli erreichte Mosconi 8:46,8 Minuten über 800 Meter Freistil. Diese Zeit wurde 16 Tage später von seinem Landsmann Francis Luyce verbessert.
1968 bei den Olympischen Spielen 1968 in Mexiko-Stadt trat Mosconi zunächst mit der 4-mal-200-Meter-Freistilstaffel an. Michel Rousseau, Gérard Letast, Francis Luyce und Alain Mosconi erreichten im Vorlauf den zweiten Platz hinter der US-Staffel. Im Finale belegten die Franzosen den fünften Platz mit zwei Sekunden Rückstand auf die drittplatzierte Staffel aus der Sowjetunion. Zwei Tage später wurde der Wettbewerb über 400 Meter Freistil ausgetragen. Mosconi gewann den vierten von sechs Vorläufen. Im Finale siegte Mike Burton aus den Vereinigten Staaten vor dem Kanadier Ralph Hutton, anderthalb Sekunden hinter dem Kanadier schlug Mosconi als Dritter an. Einen Tag später erreichte Mosconi auch das Finale über 200 Meter Freistil und belegte den fünften Platz mit einer Sekunde Rückstand auf den drittplatzierten John Nelson aus den Vereinigten Staaten.
1970 bei den Europameisterschaften in Barcelona gewann Mosconi seine einzige Medaille mit der 4-mal-100-Meter-Lagenstaffel, in der auf der Schmetterlingslage startete. Jean-Paul Berjeau, Roger-Philippe Menu, Alain Mosconi und Michel Rousseau gewannen die Silbermedaille mit drei Sekunden Rückstand auf die Staffel aus der DDR.
Seinen letzten Auftritt bei einer großen Meisterschaft hatte Mosconi bei den Olympischen Spielen 1972 in München. Mosconi belegte mit der französischen 4-mal-100-Meter-Freistilstaffel den siebten Platz, schied über 100 Meter Schmetterling im Vorlauf als 30. aus und die Lagenstaffel in der gleichen Besetzung wie bei den Europameisterschaften 1970 verpasste als zehntbeste Staffel der Vorläufe ebenfalls den Finaleinzug.
Der vielfache französische Meister im Schwimmen war später in der Automobilbranche erfolgreich. Er wurde Verkaufschef bei Ford in Frankreich und später Präsident von General Motors in Frankreich. Später führte er die französischen Zweige von Seat und Fiat. Bis 2007 war er für BMW tätig. Mosconi ist Ritter der Ehrenlegion und Offizier des Ordre national du Mérite.